# Austriaccy posłowie do Parlamentu Europejskiego 1996–1999
Austriaccy posłowie IV kadencji do Parlamentu Europejskiego zostali wybrani w wyborach przeprowadzonych 13 października 1996 – pierwszych po akcesie Austrii do Unii Europejskiej. Wybrani posłowie zastąpili członków delegacji krajowej zasiadającej w PE od 1995.

## Lista posłów
Wybrani z listy Austriackiej Partii Ludowej
- Marilies Flemming
- Karl von Habsburg
- Hubert Pirker
- Reinhard Rack
- Paul Rübig
- Agnes Schierhuber
- Ursula Stenzel

Wybrani z listy Socjaldemokratycznej Partii Austrii
- Maria Berger
- Herbert Bösch
- Harald Ettl
- Ilona Graenitz
- Hilde Hawlicek
- Hannes Swoboda

Wybrani z listy Wolnościowej Partii Austrii
- Gerhard Hager
- Hans Kronberger
- Franz Linser
- Klaus Lukas
- Daniela Raschhofer
- Peter Sichrovsky

Wybrany z listy Zielonych
- Johannes Voggenhuber

Wybrany z listy Forum Liberalnego
- Friedhelm Frischenschlager